# Terruggia
Terruggia (Trugia in piemontese) è un comune italiano di 862 abitanti della provincia di Alessandria, in Piemonte, situato 6 km a sud di Casale Monferrato.

## Geografia fisica

### Territorio
Il territorio del comune è collinare.

## Storia

### Simboli
La torre raffigurata nello stemma comunale rappresenta la Torre Veglio, eretta alla fine del XIX secolo sulla sommità di una collina ai confini con Rosignano.

## Amministrazione
Di seguito è presentata una tabella relativa alle amministrazioni che si sono succedute in questo comune.
| Periodo        | Periodo        | Primo cittadino    | Partito                          | Carica  | Note  |
| -------------- | -------------- | ------------------ | -------------------------------- | ------- | ----- |
| 25 giugno 1985 | 31 maggio 1990 | Mario Ottone       | Democrazia Cristiana             | Sindaco | [ 4 ] |
| 31 maggio 1990 | 24 aprile 1995 | Pietro Marietti    | lista civica                     | Sindaco | [ 4 ] |
| 24 aprile 1995 | 14 giugno 1999 | Pietro Marietti    | centro                           | Sindaco | [ 4 ] |
| 24 giugno 1999 | 14 giugno 2004 | Luigino Mazzucco   | lista civica                     | Sindaco | [ 4 ] |
| 14 giugno 2004 | 8 giugno 2009  | Luigino Mazzucco   | lista civica                     | Sindaco | [ 4 ] |
| 8 giugno 2009  | 26 maggio 2014 | Giovanni Bellistri | lista civica: Terruggia insieme  | Sindaco | [ 4 ] |
| 26 maggio 2014 | 26 maggio 2019 | Giovanni Bellistri | lista civica: Terruggia insieme  | Sindaco | [ 4 ] |
| 26 maggio 2019 | 9 giugno 2024  | Maria Luisa Musso  | lista civica: Terruggia di tutti | Sindaco | [ 4 ] |
| 29 giugno 2024 | in carica      | Maria Luisa Musso  | lista civica: Terruggia di tutti | Sindaco | [ 4 ] |

### Gemellaggi
- La Tour-de-Salvagny

## Società

### Evoluzione demografica
Abitanti censiti